# Weltmeisterschaften im Gewichtheben 1988
Die 2. Weltmeisterschaften im Gewichtheben der Frauen fanden vom 2. bis 4. Dezember 1988 in der indonesischen Hauptstadt Jakarta statt. An den von der International Weightlifting Federation (IWF) im Zweikampf (Reißen und Stoßen) ausgetragenen Wettkämpfen nahmen 103 Gewichtheberinnen aus 23 Nationen teil.

## Medaillengewinner

### Frauen

#### Klasse bis 44 Kilogramm
| Disziplin | Gold     | Gold     | Silber          | Silber   | Bronze          | Bronze   |
| --------- | -------- | -------- | --------------- | -------- | --------------- | -------- |
| Reißen    | Xing Fen | 60,0 kg  | Choi Myung-shik | 55,0 kg  | Ponco Imbarwati | 47,5 kg  |
| Stoßen    | Xing Fen | 87,5 kg  | Choi Myung-shik | 75,5 kg  | Tsai Huey-woan  | 57,5 kg  |
| Zweikampf | Xing Fen | 147,5 kg | Choi Myung-shik | 130,0 kg | Ponco Imbarwati | 105,0 kg |

#### Klasse bis 48 Kilogramm
| Disziplin | Gold         | Gold     | Silber     | Silber   | Bronze     | Bronze   |
| --------- | ------------ | -------- | ---------- | -------- | ---------- | -------- |
| Reißen    | Huang Xiaoyu | 70,0 kg  | Robin Byrd | 67,5 kg  | Siti Aisah | 62,5 kg  |
| Stoßen    | Huang Xiaoyu | 95,5 kg  | Siti Aisah | 75,0 kg  | Robin Byrd | 72,5 kg  |
| Zweikampf | Huang Xiaoyu | 165,0 kg | Robin Byrd | 140,0 kg | Siti Aisah | 137,5 kg |

#### Klasse bis 52 Kilogramm
| Disziplin | Gold        | Gold     | Silber       | Silber   | Bronze       | Bronze   |
| --------- | ----------- | -------- | ------------ | -------- | ------------ | -------- |
| Reißen    | Peng Liping | 80,0 kg  | Yang Su-kuan | 68,0 kg  | Sandra Gómez | 62,5 kg  |
| Stoßen    | Peng Liping | 95,0 kg  | Sandra Gómez | 85,0 kg  | Kim Oh-sook  | 85,0 kg  |
| Zweikampf | Peng Liping | 175,0 kg | Sandra Gómez | 147,5 kg | Kim Oh-sook  | 145,0 kg |

#### Klasse bis 56 Kilogramm
| Disziplin | Gold  | Gold     | Silber       | Silber   | Bronze          | Bronze   |
| --------- | ----- | -------- | ------------ | -------- | --------------- | -------- |
| Reißen    | Ma Na | 75,0 kg  | Won Soon-yi  | 70,0 kg  | Stéphanie Genna | 67,5 kg  |
| Stoßen    | Ma Na | 105,0 kg | Yang Mei-tzu | 87,5 kg  | Mina Uotome     | 85,0 kg  |
| Zweikampf | Ma Na | 180,0 kg | Won Soon-yi  | 155,0 kg | Yang Mei-tzu    | 152,5 kg |

#### Klasse bis 60 Kilogramm
| Disziplin | Gold      | Gold     | Silber               | Silber   | Bronze               | Bronze   |
| --------- | --------- | -------- | -------------------- | -------- | -------------------- | -------- |
| Reißen    | Yang Jing | 85,0 kg  | Maria Christoforidou | 80,0 kg  | Colleene Colley      | 75,0 kg  |
| Stoßen    | Yang Jing | 110,0 kg | Colleene Colley      | 100,0 kg | Maria Christoforidou | 97,5 kg  |
| Zweikampf | Yang Jing | 195,0 kg | Maria Christoforidou | 177,5 kg | Colleene Colley      | 175,0 kg |

#### Klasse bis 67,5 Kilogramm
| Disziplin | Gold         | Gold     | Silber       | Silber   | Bronze             | Bronze   |
| --------- | ------------ | -------- | ------------ | -------- | ------------------ | -------- |
| Reißen    | Guo Qiuxiang | 95,0 kg  | Mária Takács | 87,5 kg  | Anikó Triff-Árkosi | 82,5 kg  |
| Stoßen    | Guo Qiuxiang | 115,0 kg | Mária Takács | 110,0 kg | Jeanette Rose      | 102,5 kg |
| Zweikampf | Guo Qiuxiang | 210,0 kg | Mária Takács | 197,5 kg | Jeanette Rose      | 180,0 kg |

#### Klasse bis 75 Kilogramm
| Disziplin | Gold                | Gold     | Silber              | Silber   | Bronze        | Bronze   |
| --------- | ------------------- | -------- | ------------------- | -------- | ------------- | -------- |
| Reißen    | Milena Trendafilova | 90,0 kg  | Li Hongling         | 90,0 kg  | Senka Asenova | 85,0 kg  |
| Stoßen    | Li Hongling         | 122,5 kg | Milena Trendafilova | 115,0 kg | Arlys Kovach  | 112,5 kg |
| Zweikampf | Li Hongling         | 212,5 kg | Milena Trendafilova | 205,0 kg | Arlys Kovach  | 197,5 kg |

#### Klasse bis 82,5 Kilogramm
| Disziplin | Gold      | Gold     | Silber       | Silber   | Bronze           | Bronze   |
| --------- | --------- | -------- | ------------ | -------- | ---------------- | -------- |
| Reißen    | Li Yanxia | 97,5 kg  | Erika Takács | 92,5 kg  | Milena Mileskova | 92,5 kg  |
| Stoßen    | Li Yanxia | 117,5 kg | Erika Takács | 117,5 kg | Milena Mileskova | 110,0 kg |
| Zweikampf | Li Yanxia | 215,0 kg | Erika Takács | 210,0 kg | Milena Mileskova | 202,5 kg |

#### Klasse über 82,5 Kilogramm
| Disziplin | Gold         | Gold     | Silber         | Silber   | Bronze          | Bronze   |
| --------- | ------------ | -------- | -------------- | -------- | --------------- | -------- |
| Reißen    | Han Changmei | 100,0 kg | Karyn Marshall | 97,5 kg  | Veronika Tóbiás | 85,0 kg  |
| Stoßen    | Han Changmei | 132,5 kg | Karyn Marshall | 127,5 kg | Veronika Tóbiás | 107,5 kg |
| Zweikampf | Han Changmei | 232,5 kg | Karyn Marshall | 225,0 kg | Veronika Tóbiás | 192,5 kg |